# كازوكي أنزاي
كازوكي أنزاي (باليابانية: 安在 和樹) (7 أغسطس 1994 في طوكيو في اليابان – )؛ هو لاعب كرة قدم ياباني سابق كان يلعب كمدافع.

## وصلات خارجية
- كازوكي أنزاي على موقع رابطة كرة القدم اليابانية للمحترفين (اليابانية)
- كازوكي أنزاي على موقع قاعدة بيانات كرة القدم.إي يو (الإنجليزية)
- كازوكي أنزاي على موقع Soccerway.com (الإنجليزية)
- كازوكي أنزاي على موقع عالم كرة القدم.نت (الإنجليزية)